# William Hamilton

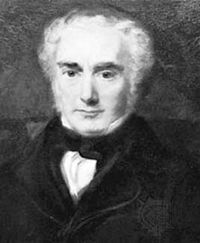
William Hamilton

Sir William Hamilton (8. března 1788 Glasgow, Skotsko – 6. května 1856 Edinburgh) byl skotský metafyzik.

## Život
William Hamilton se narodil ve skotském Glasgowě do lékařské rodiny. Jeho otec, profesor William Hamilton sice zemřel už ve 32 letech, ale dosáhl určitého věhlasu. Williama a jeho bratra Thomase potom vychovávala matka. Thomas se stal vojákem a spisovatelem.
Chodil na střední školu Glasgow Grammar School a dva roky na soukromou školu v Kentu. Posléze nastoupil na univerzitu v Glasgow, odkud díky stipendiu Snell Exhibition odešel studovat na Oxford. Studoval práva a magisterský titul získal v roce 1814, ale více ho zajímala literatura. Na Oxfordu získal mnoho přátel, mezi nimi Johna Gibsona Lockharta (1794-1854), se kterým ho spojoval i zájem o renesančního učence Julia Caesara Scaligera (1484-1558). Na univerzitě se také věnoval genealogii a díky tomu zjistil, že po jeho vzdáleném příbuzném siru Robertu Hamiltonovi z Prestnu (1650-1701) nikdo nezdědil šlechtický titul, tak jej získal pro sebe a stal se devátým baronetem.
Jeho největším zájmem po absolvování univerzity byla němčina a německá filozofie, která ho velice ovlivnila. Velice toužil po funkci profesora morální filozofie na univerzitě v Edinburghu, ale díky svým známostem získal místo John Wilson (1785-1854). Hamilton získal místo profesora občanských dějin, ve kterých přednášel dějiny Evropy a literatury.
V roce 1827 Hamiltonovi zemřela matka, která se o něj starala a se kterou měli velmi blízký vztah. Hamilton měl velmi přísnou pracovní morálku a matka mu zajišťovala všechno ostatní pro život. Její pozici zaujala Hamiltonova sestřenice Janet Marshall a s tou se krátce poté oženil. Měli spolu čtyři děti: Elizabeth, která zůstala neprovdána a zemřela roku 1882, Williama (1830-1913), Huberta (1834-1901) a Thomase (1843-1918). Bydleli spolu v Edinburghu na Manor Place č. 11.
Svou kariéru započal esejí z roku 1829, ve které kritizoval přístupy Victora Cousina. Své filozofické texty psal pro časopis Edinburgh Review, souborně byly vydány roku 1852 v práci Discussions on Philosophy, Literature and Education. Poznání chápal jako odhalování podmínek existence poznávaného předmětu. Na univerzitě v Edinburghu se stal také profesorem historie, metafyziky a logiky. Na univerzitě v Leidenu získal v roce 1840 čestný doktorát teologie Doctor of Divinity, což bylo velmi neobvyklé u osob bez teologického zaměření, Hamilton bývá dokonce považován za ateistu.